# Фатална привлачност (ТВ серија)
Фатална привлачност (енгл. Fatal Attraction) америчка је телевизијска серија коју су развили Александра Канингам и Кевин Џеј Хајнс за Paramount+. Настала је по истоименом филму из 1987. за који сценарио потписује Џејмс Дирден. У октобру 2023. серија је отказана након једне сезоне.

## Премиса
Страствена афера добија несталан и опасан заокрет када жена одбија да дозволи свом ожењеном љубавнику да томе стане на крај.

## Улоге
| Глумац        | Улога           |
| ------------- | --------------- |
| Џошуа Џексон  | Ден Галагер     |
| Лизи Каплан   | Алекс Форест    |
| Аманда Пит    | Бет Галагер     |
| Тоби Хас      | Мајк Џерард     |
| Брајан Гудман | Артур Томлинсон |
| Алиса Џирелс  | Елен Галагер    |
| Рено Вилсон   | Ерл Букер       |

## Епизоде
| Бр. еп. | Наслов              | Редитељ             | Сценариста                                     | Премијера                     |
| ------- | ------------------- | ------------------- | ---------------------------------------------- | ----------------------------- |
| 1       | Пилот               | Силвер Три          | Александра Канингам и Џејмс Дирден             | 30. април 2023. 22. мај 2023. |
| 2       | Филм у твојој глави | Силвер Три          | Александра Канингам и Џејмс Дирден             | 30. април 2023. 22. мај 2023. |
| 3       | Срце на опрезу      | Силвер Три          | Стејси А. Литлџон                              | 30. април 2023. 22. мај 2023. |
| 4       | Прелепи мозаици     | Александра Канингам | Кетрин Б. Макена                               | 7. мај 2023. 25. мај 2023.    |
| 5       | Средња жена         | Александра Канингам | Кевин Џеј Хајнс, Тандејс Корами и Џејмс Дирден | 14. мај 2023. 1. јун 2023.    |
| 6       | Дилинџерови         | Силвер Три          | Лук Гроунман и Мајкл Круз                      | 21. мај 2023. 8. јун 2023.    |
| 7       | Најбољи пријатељи   | Пит Чатмон          | Кевин Џеј Хајнс                                | 28. мај 2023. 15. јун 2023.   |
| 8       | Брига               | Силвер Три          | Александра Канингам                            | 28. мај 2023. 22. јун 2023.   |